# Eriococcus tesselatus
Eriococcus tesselatus är en insektsart som beskrevs av Walter Wilson Froggatt 1916. Eriococcus tesselatus ingår i släktet Eriococcus och familjen filtsköldlöss. Inga underarter finns listade i Catalogue of Life.